# 딕시 카터 (프로레슬링 선수)

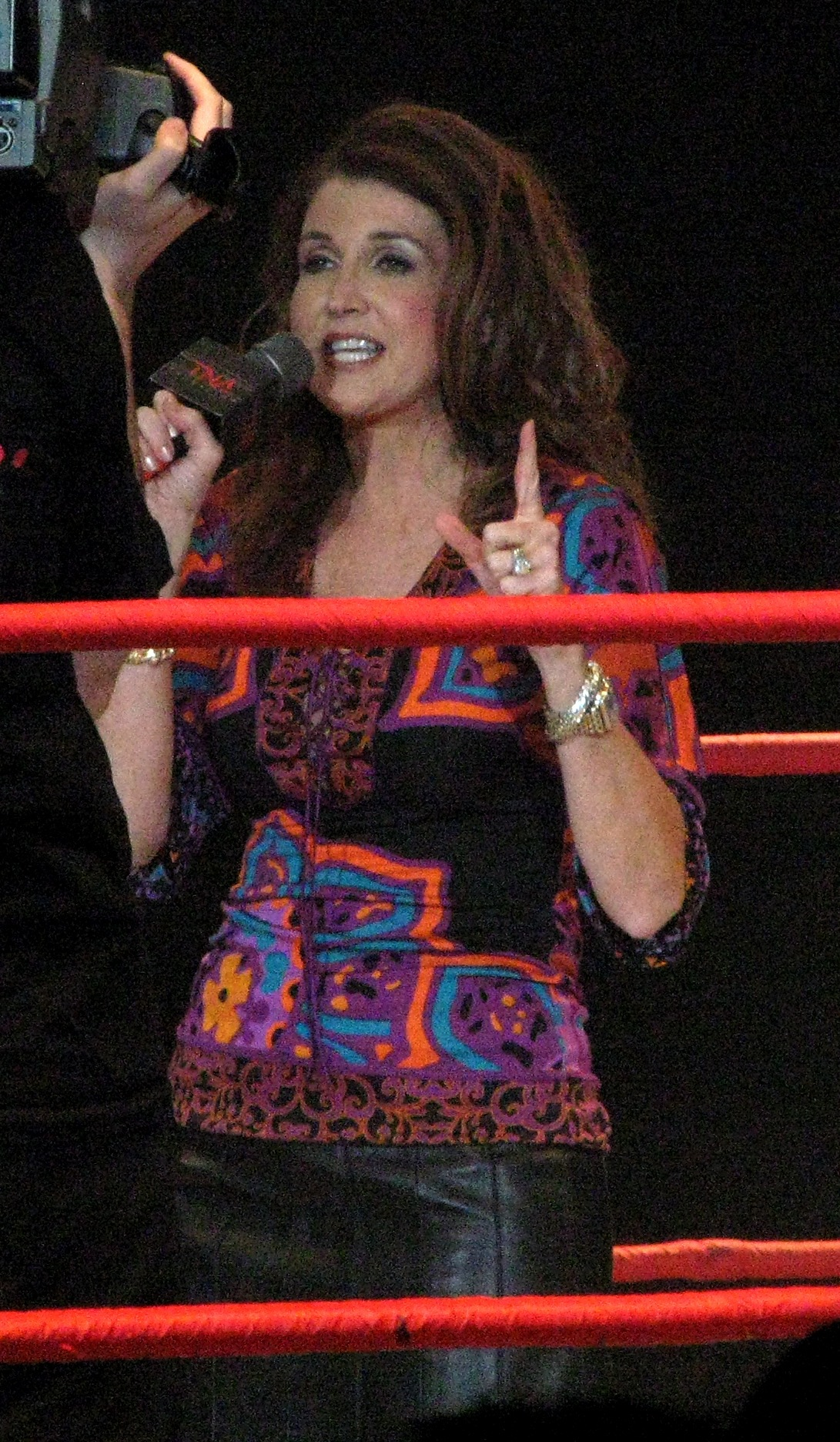
딕시 카터

딕시 카터(Dixie Carter, 본명: 딕시 카터 살리나스(Dixie Carter Salinas), 1964년 10월 6일 ~ )는 미국의 기업인이다. 여자 프로레슬링의 스포츠기관단체인 토탈 논스톱 액션(TNA)의 전(前)회장이다.